# 박상신
박상신(한국 한자: 朴相信, 1978년 1월 23일 ~ )은 대한민국의 전 축구 선수이며, 포지션은 미드필더였다.